# Erik Herseth
Erik Johan Herseth (Aker, 9 juli 1892 – Oslo, 28 januari 1993) was een Noors zeiler.
Herseth won tijdens de Olympische Zomerspelen 1920 in het Belgische Antwerpen de gouden medaille in de 10 meter klasse model 1907.
Herseth was operazanger met als zangstem bariton. 

## Olympische Zomerspelen
| Jaar | Plaats    | Resultaten                 |
| ---- | --------- | -------------------------- |
| 1920 | Antwerpen | 10 meter klasse model 1907 |

1912: Filip Ericsson / Carl Hellström / Paul Isberg / Humbert Lundén / Herman Nyberg / Harry Rosenswärd / Erik Wallerius / Harald Wallin ·
1920 (model 1907): Erik Herseth / Sigurd Holter / Gunnar Jamvold / Petter Jamvold / Claus Juell / Ingar Nielsen / Ole Sørensen ·
1920 (model 1919): Charles Arentz / Otto Falkenberg / Robert Giertsen / Willy Gilbert / Halfdan Schjøtt / Trygve Schjøtt / Arne Sejersted